# 小西賢一
小西 賢一（こにし けんいち、1968年6月23日 - ）は、日本の男性アニメーター、キャラクターデザイナー。埼玉県出身。血液型はA型。日本アニメーター・演出協会（JAniCA）会員。

## 来歴・人物
東京アニメーター学院卒業後、1989年研修生の第一期生としてスタジオジブリに入社。『耳をすませば』（1995年）、『もののけ姫』（1997年）等で原画を担当し、高畑勲監督の『ホーホケキョ となりの山田くん』（1999年）で作画監督を務めた。
1999年、フリーランスとなる。その後、スタジオジブリ作品に継続して参加する傍ら、数々の劇場作品を中心に活動していく。
今敏監督作品へは『デジモンアドベンチャー ぼくらのウォーゲーム!』参加中に濱洲英喜から誘われ、『千年女優』に作画監督・原画として初参加。次作の『東京ゴッドファーザーズ』では監督から指名され、共同でキャラクターデザイン・作画監督を手がける。
2006年に公開した映画『映画ドラえもん のび太の恐竜2006』では作画監督を務めた。2004年の映画『ドラえもん のび太のワンニャン時空伝』に原画として参加した際の小西のフォルムや表現の感じが素晴らしいと思った監督の渡辺歩によるオファーだった。この作品はテレビシリーズとは絵のタッチが異なり、『ホーホケキョ となりの山田くん』でも使われた鉛筆の手書きタッチを生かした作画である。キャラクター設定も、渡辺の要望で彼が描いたテレビ版とは変えている。
2013年公開の『かぐや姫の物語』で再び高畑作品の作画監督を務めた。
2019年の『海獣の子供』、2021年の『漁港の肉子ちゃん』と、連続して渡辺歩監督の劇場作品で総作画監督とキャラクターデザイナーを務めた。

## 参加作品

### 劇場アニメ
- 平成狸合戦ぽんぽこ（1994年） - 原画
- 耳をすませば（1995年） -  原画
- On Your Mark ジブリ実験劇場（1995年） - 原画
- もののけ姫（1997年） - 原画
- ホーホケキョ となりの山田くん（1999年） - 作画監督
- デジモンアドベンチャー ぼくらのウォーゲーム!（2000年） - 原画
- 人狼 JIN-ROH（2000年） - 原画
- アリーテ姫（2000年） - 原画
- 千と千尋の神隠し（2001年） - 原画
- 千年女優（2002年） - 作画監督・原画
- 東京ゴッドファーザーズ（2003年） - キャラクターデザイン・作画監督
- イノセンス（2004年） - 原画
- ドラえもん のび太のワンニャン時空伝（2004年） - 原画
- ハウルの動く城（2004年） - 原画
- 映画ドラえもん のび太の恐竜2006（2006年） - 作画監督
- ゲド戦記（2006年） - 原画
- 劇場版 NARUTO -ナルト- 大興奮!みかづき島のアニマル騒動だってばよ（2006年） - 原画
- パプリカ（2006年） - 原画
- 崖の上のポニョ（2008年） - 原画
- 劇場版 NARUTO -ナルト- 疾風伝 絆（2008年） - 作画監督
- Genius Party Beyond 「わんわ」（2008年） - 原画
- ヱヴァンゲリヲン新劇場版:破（2009年） - 原画
- 鋼の錬金術師 嘆きの丘の聖なる星（2011年） - キャラクターデザイン・総作画監督
- 虹色ほたる 〜永遠の夏休み〜（2012年） - 原画
- かぐや姫の物語（2013年） - 作画監督
- 思い出のマーニー（2014年） - 原画
- 海獣の子供（2019年） - キャラクターデザイン・総作画監督・演出
- 漁港の肉子ちゃん（2021年） - キャラクターデザイン・総作画監督
- 鹿の王 ユナと約束の旅（2022年） - 原画
- 屋根裏のラジャー（2023年） - 作画監督[10]

### テレビアニメ
- 雲のように風のように（1990年） - 動画
- 海がきこえる（1993年） - 原画
- 新世紀エヴァンゲリオン（1995年） - 原画（第11話）
- 攻殻機動隊 S.A.C. 2nd GIG（2004年） - 作画監督（第21話）
- 妄想代理人（2004年） - 原画（第5話）・ED作画
- BECK（2004年） - 原画（第1話）
- ぼくらの（2007年） - キャラクターデザイン
- RIDEBACK -ライドバック-（2009年） - 原画（第11話）・OP原画
- 謎の彼女X（2012年） - キャラクターデザイン
- ナンダカベロニカ（2014年） - 作画監督・原画（第8話）
- 大図書館の羊飼い（2014年） - 監督・キャラクターデザイン・総作画監督　※共同名義[注 4]
- Sonny Boy（2021年） - デザイン協力

### OVA
- フリクリ（2001年） - 原画（第6話）
- イバラード時間（2007年） - 作画監督

### ゲーム
- 二ノ国（2010年） - 原画

### PV
- capsule「space station No.9」（2005年） - 原画
- GLAY「Je t'aime」（2010年） - 原画